# 曼加伊亞島

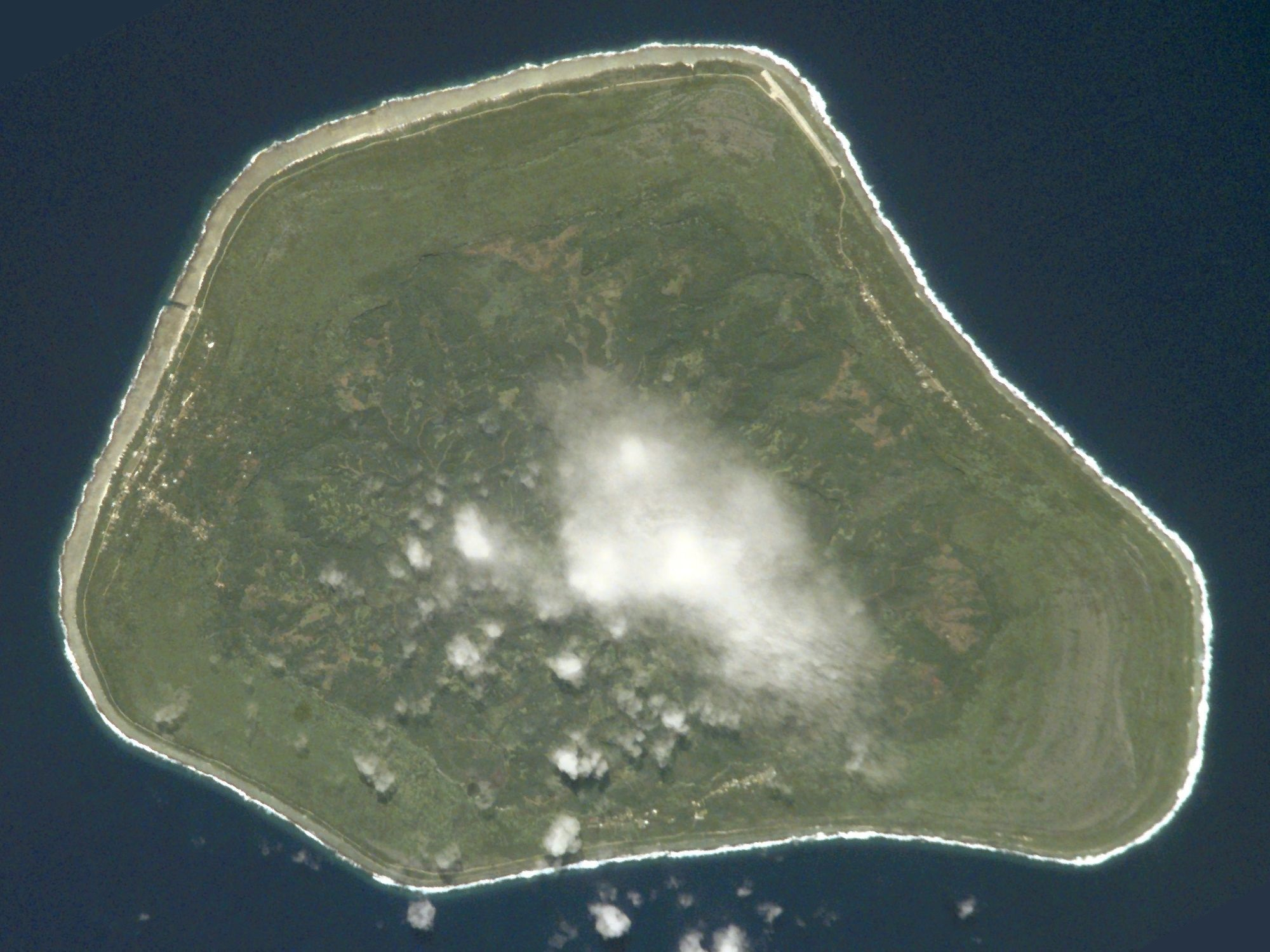
曼加伊亞島的衛星影像

曼加伊亞島（Mangaia）是庫克群島最南端的一個島嶼，也是庫克群島僅次於拉羅湯加島的面積第二大島嶼。曼加伊亞島是一個近乎圓形的島嶼，面積有51.8平方（20.0平方英里），距拉羅湯加島有203（126英里）。